# Leandro N. Alem
Leandro N. Alem (Balvanera, Buenos Aires, 11 de marzo de 1842 – Balvanera, 1 de julio de 1896) fue un abogado, político, revolucionario, estadista ,  destacado por haber fundado la Unión Cívica Radical y liderado dos insurrecciones armadas. Bautizado como Leandro Alen, él mismo modificó su apellido de joven, reemplazando la n final por una m. Tradicionalmente su nombre ha sido escrito como Leandro N. Alem y, en algunos casos, como Leandro Nicéforo Alem, aunque su segundo nombre es objeto de debate entre los historiadores. (El nombre de Nicéforo no aparece en acta de bautismo, solo Leandro Alen (Nuestra Sra. de Balbanera 1842 f. 122). 
Comenzó en la política desde el Partido Autonomista de Adolfo Alsina, por el cual sería diputado provincial en dos oportunidades. También fue diputado nacional por el Partido Republicano.
En 1890 fue uno de los fundadores de la Unión Cívica y jefe político de la fallida Revolución del Parque, contra el régimen fraudulento del Partido Autonomista Nacional. En 1891 lideró el sector de la Unión Cívica que fundó la Unión Cívica Radical. En 1893 lideró una segunda insurrección armada, que volvió a ser derrotada.
En las elecciones legislativas de 1895 fue elegido diputado nacional. El 1 de julio de 1896 se suicidó, luego de escribir un célebre testamento político.
Llegó a ser Grado 33 y Gran Maestre de la Gran Logia de Libres y Aceptados Masones de la República Argentina.

## Primeros años

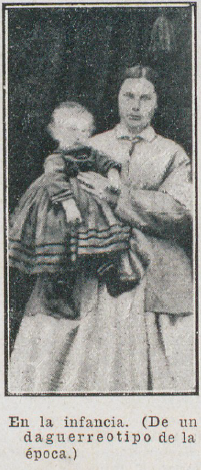
Leandro N. Alem de niño, revista Fray Mocho del 3 de mayo de 1912.

Hijo de Leandro Antonio Alén y Tomasa Ponce. Su padre era un pulpero del barrio de Balvanera —entonces en los arrabales de la ciudad de Buenos Aires— y uno de los oficiales de la Mazorca, la fuerza parapolicial de Juan Manuel de Rosas, motivo por el cual fue capturado y enjuiciado junto a Ciriaco Cuitiño, para luego ser fusilado y colgado públicamente el 28 de diciembre de 1853 en la desaparecida Plaza de la Concepción del Alto de San Pedro, actuales Av. Independencia y Bernardo de Irigoyen.
Bautizado como Leandro Alem, ya en la universidad cambió su apellido para atenuar la permanente discriminación que sufrirá por el recuerdo de su padre: siempre fue "el hijo del ahorcado" o "el hijo del mazorquero". A tal fin reemplazó la "N" final de su apellido, por una "M". Simultáneamente diseñó su firma como L. n. Alem (agregando una ene minúscula entre las dos mayúsculas correspondientes a su nombre y apellido de bautismo), en tanto que sus tarjetas personales estaban impresas como Ln. Alem. Por estas razones el eventual segundo nombre de Alem ha sido objeto de debate entre los historiadores. Su biógrafo Álvaro Yunque dice al respecto lo siguiente:

Leandro fue bautizado en Balvanera el 7 de abril de 1842. Dionisio Farías y Felisa Pérez fueron sus padrinos. En el acta no figura ese segundo nombre, Nicéforo, que muchos de sus biógrafos aceptan. Alem, que modificó su apellido siendo muy joven,... firmaba también Ln. Alem. (Hay tarjetas de él así impresas.) En una ocasión su médico y correligionario Martín Torino, le preguntó qué significaba esa n minúscula junto a la L inicial. Y le respondió: 'Quiere decir nada'. Sin embargo debo agregar que en oportunidad del casamiento de su hijo Leandro con Justa César Hillner, por ser ambos menores de edad, debió otorgar su consentimiento y, al firmar el acta número 0044, labrada el 2 de marzo de 1896, lo hizo asentando sus nombres de este modo: Leandro Nicéforo Alem. Esta acta está en la cuarta sección del registro Civil.
Álvaro Yunque

A la muerte de su padre quedaron en la pobreza y su madre, Tomasa Ponce, debió dedicarse a fabricar y vender dulces y pasteles para sostener a la familia.

### Participación en el Ejército
Desde muy joven Alem ingresó como voluntario al ejército. Peleó en las últimas batallas de las guerras civiles argentinas, Cepeda en 1859 y Pavón en 1861 del lado federal contra el Estado de Buenos Aires.
En 1865 es enviado como ayudante de Wenceslao Paunero en la guerra del Paraguay (1864-1870), donde resulta herido y alcanza el rango de capitán. Se cree que participó en la recuperación de la ciudad de Corrientes, ocupada por las fuerzas paraguayas.
Se destacó por dirigir y alentar, por propia decisión, a las tropas conformadas por pobres. Será nombrado luego secretario de la delegación argentina en Asunción del Paraguay y más tarde en la de Río de Janeiro (como agregado cultural) por un corto tiempo.

## Inicio en política
Al poco tiempo vuelve a Buenos Aires y comienza a estudiar abogacía en la Universidad de Buenos Aires. Se recibe en 1869 con una tesis titulada "Estudio sobre las obligaciones naturales" (es decir, aquellas obligaciones que reposan más en la moral que en la ley), tras lo cual instala un estudio jurídico junto con su amigo —y futuro dirigente radical— Aristóbulo del Valle.

### Comienzos en el Partido Autonomista

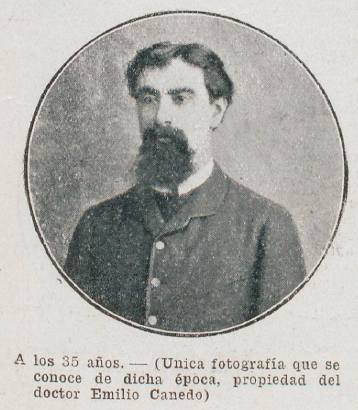
Leandro N. Alem a los 35 años, revista Fray Mocho del 3 de mayo de 1912.

Luego de su paso por el federalismo (en la fracción antirrosista) y con la reunificación de Buenos Aires con el resto del país comienza a militar en el Partido Autonomista de Adolfo Alsina. Este partido, fundado en 1862 y de base popular, se oponía a la federalización de Buenos Aires y estaba enfrentado al Partido Nacionalista de Bartolomé Mitre.
De esta forma, en 1872 es electo diputado provincial, cargo en el que se destacó por su estilo claro y frontal. Sus adversarios lo llamaban el Señor de Balvanera.
Es en este mismo año cuando logra que su sobrino Hipólito Yrigoyen, que tenía entonces solo veinte años y había comenzado a militar por influencia de su tío, sea nombrado comisario de Balvanera.
En 1874 se realizan elecciones legislativas, en las que resulta elegido diputado nacional. Sin embargo, en estas elecciones el Partido Nacional de Avellaneda recientemente creado (no confundir con el Partido Nacionalista de Mitre) se impone ampliamente, lo que lleva a Alsina a desistir de su candidatura presidencial y proponer una coalición con este partido.
De esta forma nace el Partido Autonomista Nacional el 15 de marzo de ese mismo año. Alem se opone a este acuerdo y junto a dirigentes como Aristóbulo del Valle, Roque Sáenz Peña, Lucio Vicente López, Pedro Goyena, José Manuel Estrada y Fernando Centeno (entre otros) comienzan a formar una corriente interna dentro del partido en oposición a la conducción de Alsina.

### Fundación del Partido Republicano

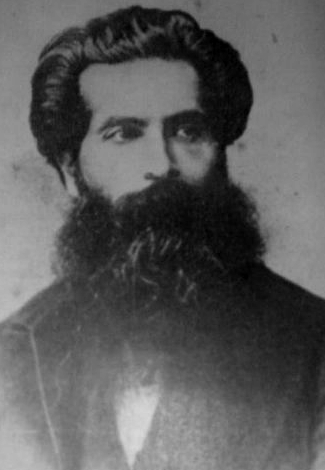
Alem hacia el año 1876.

Este movimiento deriva hacia 1877 en la formación del Partido Republicano, del cual Alem fue uno de los principales referentes. Este partido buscaba instalar una democracia plena en el país mediante la pureza y libertad de sufragio popular, proscribiendo de los comicios las violencias, el fraude y la intervención oficial.
Es destacable que, a diferencia del resto de los partidos políticos de la época, el Partido Republicano estaba organizado mediante órganos de decisión y asambleas populares que dictaminaban los principios, acuerdos y programas del partido.
Ese mismo año se impone al Partido Autonomista Nacional en las elecciones a senadores provinciales. Luego de esto, el Partido Republicano decide postular a Aristóbulo del Valle para las elecciones a gobernador de Buenos Aires del 2 de diciembre de 1877 y a Alem como candidato a vicegobernador.
Finalmente, el candidato del PAN, Carlos Tejedor, se impone en unas fraudulentas y violentas elecciones. La inmediata muerte de Alsina y las divisiones internas produjeron poco después la disolución del Partido Republicano.

### La década de 1880 y su retiro
La muerte de Alsina también dio lugar a que el Partido Autonomista rompiera su alianza con Mitre, tras lo cual se comenzó a reorganizar bajo la figura de los antiguos opositores a Alsina, entre ellos el propio Alem, quien en 1879 vuelve a ser electo diputado provincial por ese partido.
Desde ese lugar Alem se opuso fuertemente a la federalización de Buenos Aires y al fraude imperante en la época. Por el primer motivo mantuvo un famoso debate parlamentario con José Hernández. Luego de que se concretara la federalización y de que Julio Argentino Roca comenzara licuar lo poco que quedaba del Partido Autonomista, Alem decide renunciar a su banca el 11 de diciembre de 1880 y abandonar la política.

## Regreso a la política

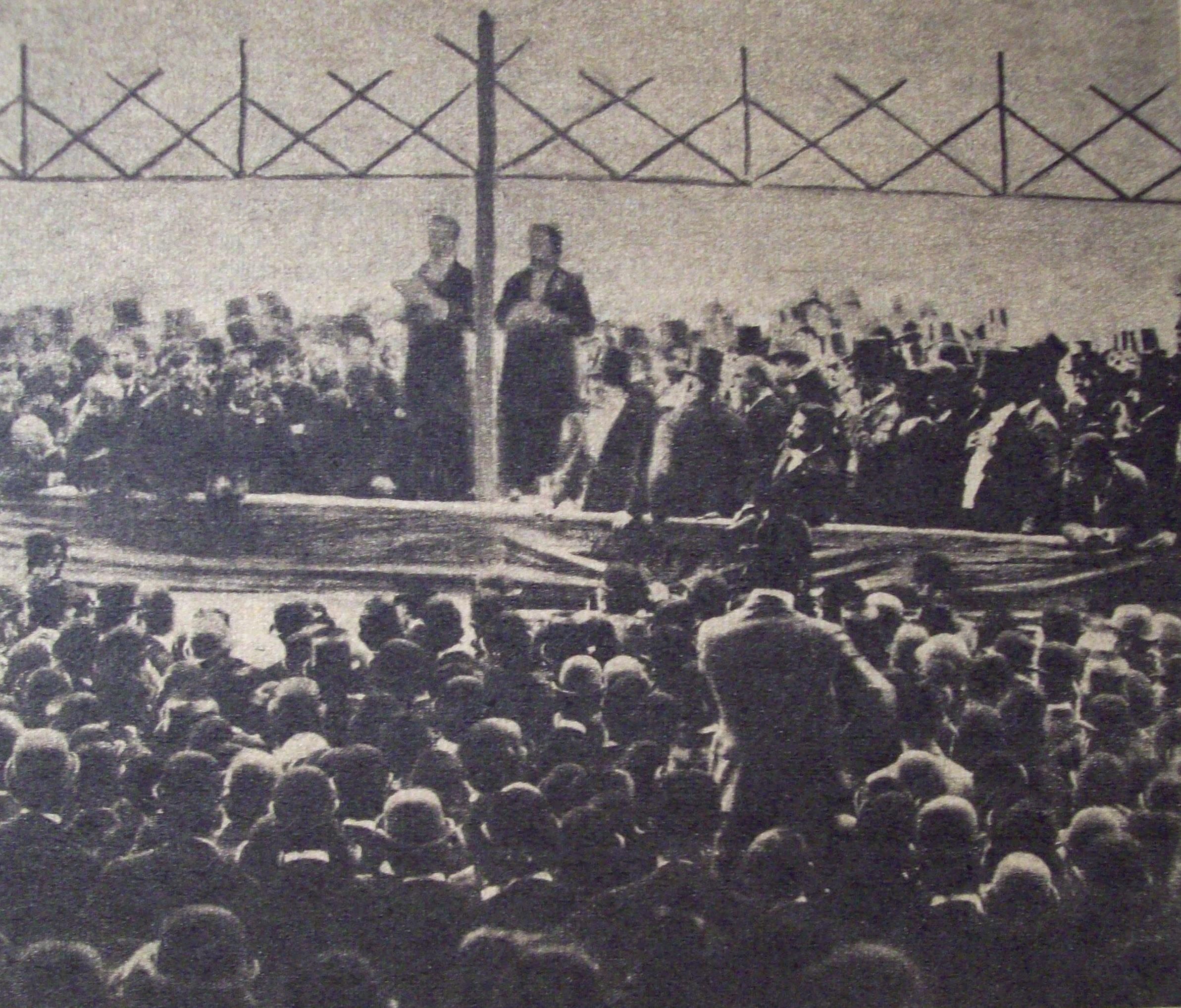
Meeting en el Jardín Florida el 1 de septiembre de 1889. La concurrida reunión ayudó a popularizar a Leandro N. Alem, y fue el lugar en donde se llegó a idear la Revolución del Parque.

Hacia el año 1889 la Argentina se encontraba gobernada por Miguel Juárez Celman bajo el poder hegemónico del Partido Autonomista Nacional. La oposición comenzaba a ser cada vez más fuerte debido a la aguda crisis económica que vivía el país por ese entonces. El 20 de agosto de 1889, Francisco Barroetaveña, un joven abogado entrerriano, escribió en el diario La Nación un artículo titulado Tu quoque juventud (en tropel al éxito) que tuvo un enorme éxito, donde cuestionaba a la juventud que acompañaba a Juárez Celman.
Diversos grupos de jóvenes y estudiantes que se venían reuniendo para expresar su descontento con el gobierno de Juárez Celman acudieron a felicitar a Berroetaveña por su artículo y dieron origen a un núcleo con intereses similares que comenzó a reunirse en asambleas. En una de esas asambleas decidieron convocar a un gran mitin para provocar el despertamiento de la vida cívica nacional.
Este mitin sucedería el 1 de septiembre de 1889 en el meeting del Jardín Florida de Buenos Aires. En esta reunión también se ideó la Revolución del Parque. Alvear se encargó de la organización del evento, el cual tuvo gran concurrencia. Inmediatamente después de la reunión en el Jardín Florida, Alvear comenzó a trabajar como secretario de Alem, y lo acompañó también tras la fundación en 1890 de la Unión Cívica. A este mitin acudieron más de 3000 personas (un gran número para la época) y las principales personalidades de la oposición, entre ellos, el propio Alem, quien al hacer uso de la palabra dijo:

Quiero, ante todo, saludaros con el mayor entusiasmo, y luego, de inmediato, pedir a esta altiva y generosa juventud que me perdone por el juicio que de ella me había formado, pues confieso que no hace muchos meses, y en una carta que dirigía a un antiguo y valeroso compañero de las luchas cívicas y actualmente en Europa, le expresaba la profunda decepción que me inspiraba la actitud de la juventud tratándose de la cosa pública.

- Ya no hay jóvenes en la república -le decía; -los ideales generosos, las iniciativas patrióticas no cuentan con su apoyo ni con su entusiasmo; los que se titulan jóvenes no lo son sino en la edad, porque cuando se les habla de la patria, de los sacrificios patrióticos o del cumplimiento de los derechos cívicos, reciben esas palabras con un solemne desprecio, considerando que tales asuntos sólo pueden preocupar la mente de los ilusos, de los líricos, cuando no dicen de los tontos; y agregan que en nuestros días la política ha cambiado de giro y que hay que ser más prácticos, adoptando otra política basada en el positivismo, y titulándose, los que de tal manera piensan y proceden, hombres prácticos, grandes políticos, sabios y de talento...
Fué, señores, en presencia de estos hechos que mi espíritu entrevió los grandes males que surgían del falseamiento de las instituciones, y que yo creía que la juventud miraba indiferente y por eso me expresaba en palabras tan amargas con respecto a la situación política del país.
Pero ahora, y en presencia de este movimiento reaccionario iniciado por la juventud, he comprendido mi error, y al comprenderlo me complazco en exhortar a esta misma juventud valiente y decidida, a continuar con orgullo la senda que señalaron con su sangre y con su ejemplo todos nuestros gloriosos antepasados!

Señores, nada satisface más íntimamente y retempla mejor el espíritu, que recordar con acentuada veneración los esfuerzos desinteresados y patrióticos de aquella juventud, que abandonando la cuna de sus más caras afecciones, cortando algunos el curso de sus carreras universitarias, y despreciando todos sus intereses personales, corría, llena de bríos y de santo patriotismo, a formar en las filas del ejército, que se coronaba de gloria en las batallas libradas por la libertad y el honor nacional !

Leandro Alem, 1 de septiembre de 1889

### Formación de la Unión Cívica
Además del propio Alem, y de los jóvenes de la Unión Cívica de la Juventud (entre los que se destacaban Emilio Gouchón, Juan B. Justo, Lisandro de la Torre, Marcelo T. de Alvear, Tomás Le Breton y Manuel Augusto Montes de Oca), la oposición más adulta al régimen estaba formada, entre otros, por Aristóbulo del Valle, Pedro Goyena, Vicente Fidel López, Bernardo de Irigoyen y sobre todo Bartolomé Mitre, que había sido el principal opositor al roquismo en la década y media anterior.
La UCJ mantuvo una estrecha relación con estos personajes, en vistas a buscar un frente de unidad para combatir al gobierno. Al poco tiempo sancionó un programa político que recordaba al del viejo Partido Republicano fundado de Alem y del Valle en 1877 y se organizó en clubes cívicos parroquiales.
El 13 de abril de 1890, en un masivo acto en el Frontón Buenos Aires, los opositores adultos y la juventud se unificaron en un nuevo partido llamado Unión Cívica del cual Alem fue nombrado presidente y que contaba también con el liderazgo de Bartolomé Mitre. Se decide organizar un levantamiento armado para deponer al gobierno y llamar a elecciones libres.

## Revolución del Parque

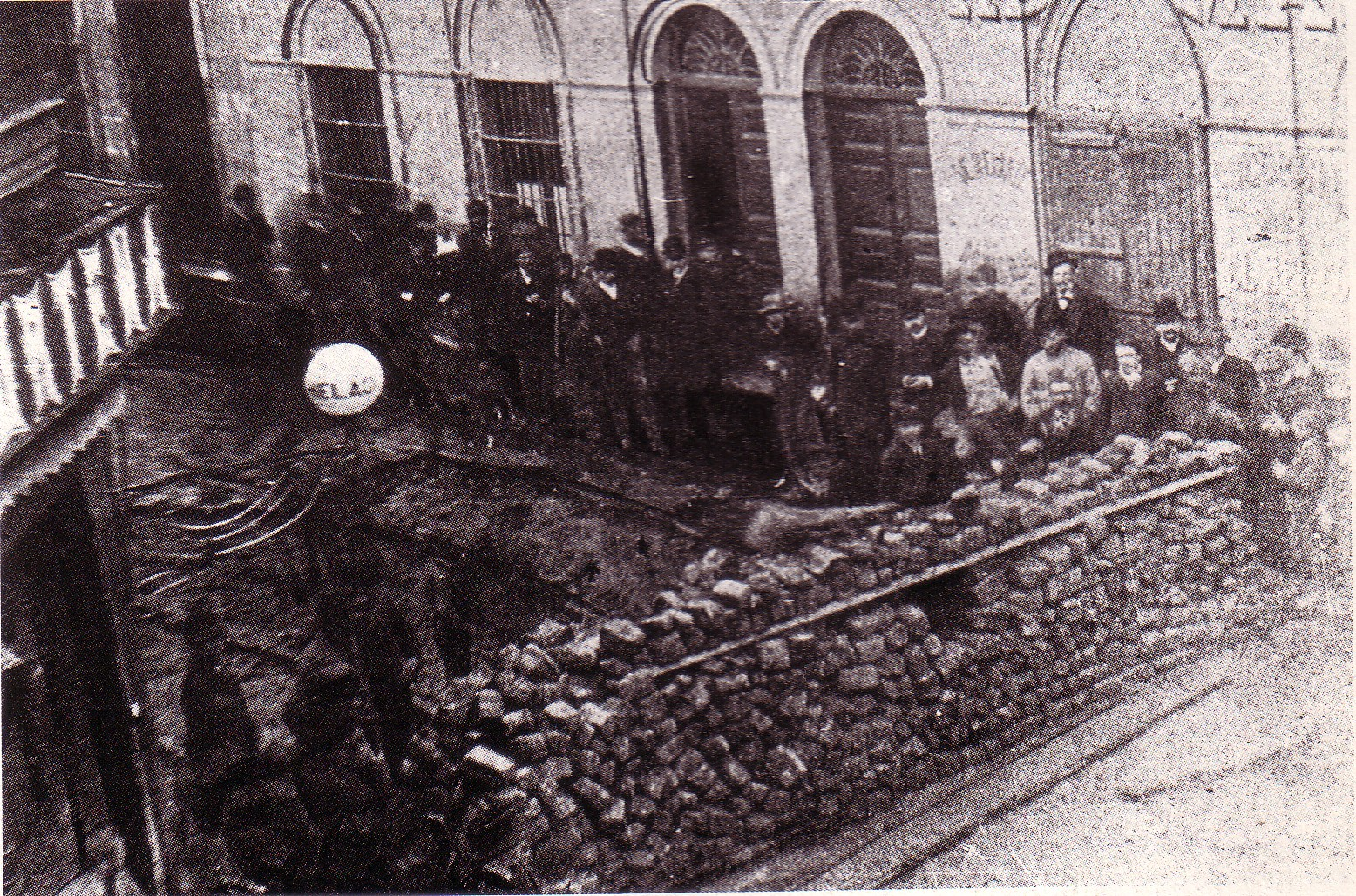
Barricada revolucionaria en 1891.

Se inician los contactos y Alem logra el apoyo del Regimiento 1.º de Infantería, el 1.º de Artillería, el 5.º de Infantería, el Batallón de Ingenieros, una compañía del 4.º y un grupo de cadetes del Colegio Militar de la Nación. Simultáneamente Alem se puso en contacto con los oficiales de la marina de guerra, encabezados por los tenientes de navío Ramón Lira y Eduardo O'Connor, y poco después contaba con el apoyo de toda la flota.
En esos días Alem obtuvo para la revolución el apoyo del general de brigada Domingo Viejobueno, jefe del parque de artillería ubicado en la plaza Lavalle, a poco menos de mil metros de la Casa Rosada. Al frente de la revolución fue designado el general Manuel J. Campos.
El sábado 26 de julio a las 4 de la mañana Alem, al mando de un regimiento cívico armado, tomó el estratégico parque de Artillería de la Ciudad de Buenos Aires, actual plaza Lavalle (donde hoy se levanta el edificio de la Corte Suprema de Justicia), ubicado 900 metros de la casa de gobierno, frente a las obras recién iniciadas del Teatro Colón. Por su parte las tropas leales comenzaron a agruparse desde muy temprano también, debido a que varios funcionarios del gobierno se enteraron a primera hora de la sublevación. La Casa Rosada quedó básicamente indefensa, custodiada por algunos policías.
Una vez concentradas las tropas revolucionarias en el parque de artillería, el general Manuel J. Campos cambió el plan establecido la noche anterior, y en lugar de atacar las posiciones del gobierno y tomar la Casa Rosada, dio la orden de permanecer en el interior del parque. Esta decisión de Campos ha merecido todo tipo de análisis. La gran mayoría de los historiadores están de acuerdo en que Campos había llegado a un acuerdo secreto con Julio A. Roca días antes, cuando este último lo visitó mientras estaba detenido. Al parecer Roca fomentó el levantamiento, con el fin de provocar la caída del presidente Juárez Celman, y al mismo tiempo evitar, por medio de su acuerdo secreto con el general Campos, que las fuerzas rebeldes tomaran la ofensiva y derrotaran a las tropas del gobierno, lo que hubiera instalado a Alem como presidente provisional y terminado con el poder del Partido Autonomista Nacional. Alem cuestionó inicialmente esa decisión del general Campos porque se apartaba del plan revolucionario, pero finalmente terminó aceptándola sin plena conciencia de que con ella se afectaba gran parte de las posibilidades de éxito de la revolución. El mismo reconoce luego este grave error, en su informe de fin de año a la Unión Cívica sobre la revolución.
Se luchó hasta el 29 de julio cuando fue firmado el cese de fuego. Sin embargo los cantones se negaron a desarmarse y continuaron luchando, algunos de ellos incluso hasta el día siguiente. Esa tarde se produjo la última muerte de la revolución: la del teniente Manuel Urizar, agregado al parque de artillería.
Al atardecer, Alem fue el último en dejar el parque. Caminó solo hacia Talcahuano y Lavalle, donde se encontraba un grupo de soldados que se negaban a rendirse. Un subteniente le gritó que corría peligro. Ante la falta de respuesta de Alem, el subteniente corrió y se abalanzó sobre él en el momento justo en que era disparada una descarga de fusilería que pasó sobre su cabeza.

### Consecuencias
Si bien la revolución no logró su cometido original, que era deponer al Partido Autonomista Nacional, proclamar a Alem como presidente provisional y llamar a elecciones, sí fue un gran triunfo político para la Unión Cívica, ya que el presidente Miguel Juárez Celman se vio obligado a renunciar y en su lugar asumió el vicepresidente Carlos Pellegrini, mucho más moderado que el primero.
Además dio el puntapié inicial del declive del poder político del PAN, un proceso que de aquí en adelante fue creciendo cada vez más. Finalmente, la Revolución del Parque consolidó de forma muy considerable a la Unión Cívica, que aumentó su influencia y sus miembros muy rápidamente.
En las elecciones legislativas del 15 de marzo de 1891, Alem fue electo senador nacional junto a Aristóbulo del Valle.

## Alem en Córdoba
De acuerdo con el historiador Federico Bordese, luego de la revolución Alem se hizo muy popular a nivel nacional. Por ello sus amigos y la masonería le encomendaron realizar viajes al interior del país. Una de las paradas la hizo en la ciudad de Córdoba, adonde llegó por tren hasta la estación homónima el día martes, 22 de septiembre de 1891.
Comenta que la sociedad cordobesa lo recibió con muchas aplausos, incluso la oposición del Partido Autonomista Nacional (PAN) lo recibió con agrado pues era muy popular pero el gobernador Eleazar Garzón y el intendente Luis Revol (también del mismo partido), se notaron muy preocupados por la presencia del revolucionario porque temían un nuevo motín pero se presentaron para recibirlo a la estación y acompañarlo hasta el Hotel La Paz, lugar en donde se hospedaría por unos días.
La finalidad del viaje era simplemente protocolar y, mientras estuvo en la ciudad, se rodeó de simpatizantes que buscaban complacerlo; Alem estuvo en diversas fiestas, realizando paseos y contactos. Durante los días que Alem estuvo en la ciudad, el sacerdote presbítero Eleodoro Fierro lo acompañó en cada momento que podía ya que un mes antes, había sido el cofundador de la “Liga Política Unión Cívica Radical” de Córdoba; presidiendo la asamblea y fundación el 5 de agosto de 1891. Finalizado la estadía, Alem debió continuar a tren por otras ciudades del norte de la provincia; quedando registrado el hecho como un viaje único en la historia cordobesa ya que nunca más volvería a visitar la ciudad.

## Ruptura de la Unión Cívica

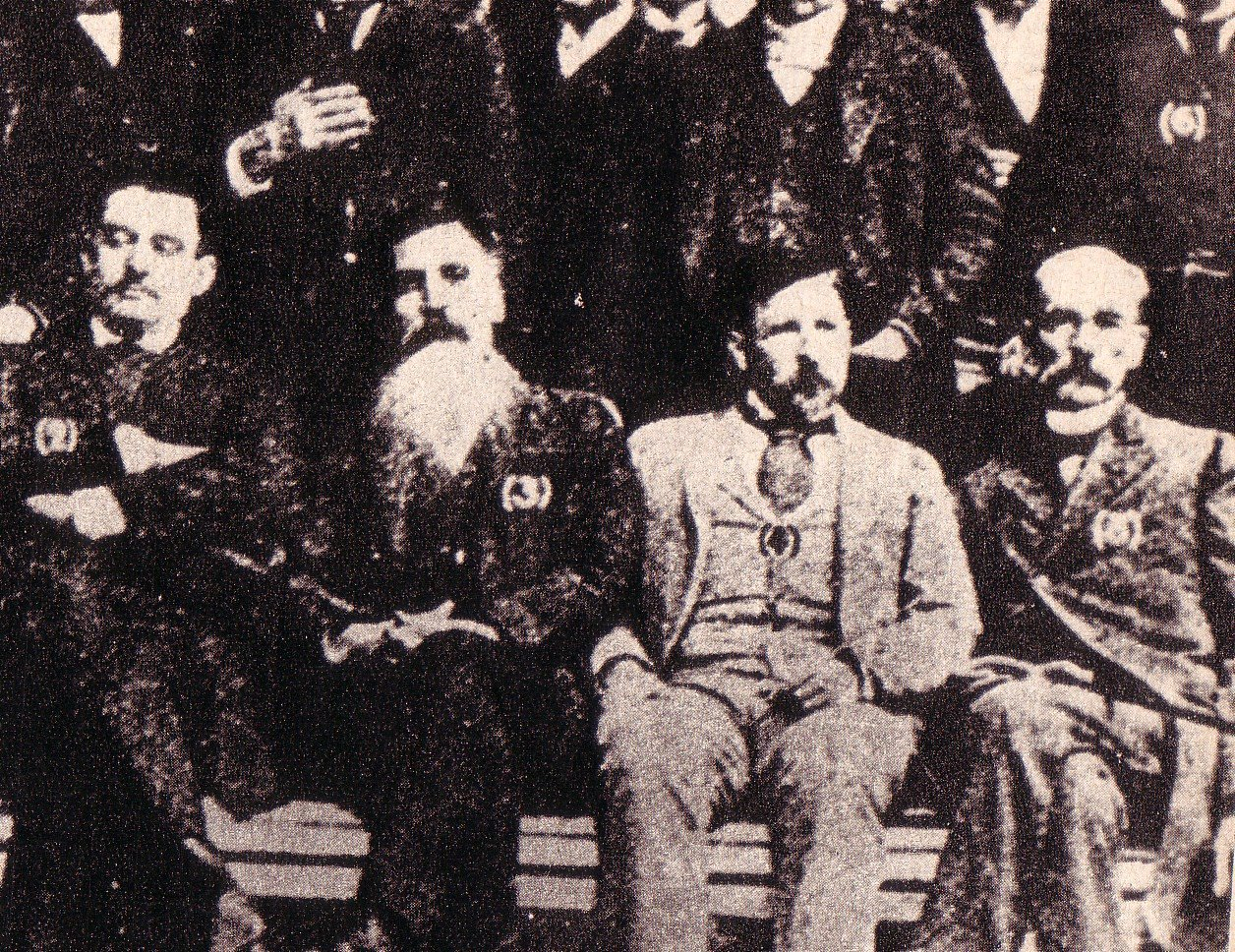
Sentados (izquierda a derecha) Marcelo T. de Alvear, Leandro N. Alem, Francisco A. Barroetaveña y Juan Posse, año 1891.

Para las elecciones presidenciales de 1892 la Unión Cívica proclamó la fórmula Bartolomé Mitre - Bernardo de Irigoyen. Sin embargo, Julio Argentino Roca (líder indiscutido del PAN), en una de las actitudes que le motivaron el apodo de el zorro arregló con Mitre una fórmula de unidad nacional encabezada por este último y desplazando a Irigoyen.
Al enterarse del acuerdo, Alem se opone fuertemente al mismo, y le dice a Mitre una frase que quedará en la historia:

Yo no acepto el acuerdo, soy radical en contra del acuerdo, soy radical intransigente...
(los mitristas acusaban a Alem, despectivamente, de ser radical e intransigente)

Este pacto realizado por Mitre lleva a la división de la Unión Cívica el 26 de junio de 1891:
- Los anti-acuerdistas, liderados por Alem, forman la Unión Cívica Radical.
- Los acuerdistas, liderados por Mitre, forman la Unión Cívica Nacional.

La mayoría de los dirigentes se van con Alem a la UCR, entre ellos Aristóbulo del Valle, el propio Bernardo de Irigoyen, Hipólito Yrigoyen, Juan M. Garro, Francisco Barroetaveña, Leopoldo Melo, Marcelo T de Alvear, Elpidio González, Lisandro de la Torre, entre muchos otros.
Con Mitre se va Guillermo Udaondo, quien resultaría electo Gobernador de la Provincia de Buenos Aires en las fraudulentas elecciones de 1894. Fueron tan pocos los dirigentes que se fueron con él que su pacto con Roca y su candidatura quedaron truncas.
Mientras tanto, la Unión Cívica Radical proclama la fórmula Bernardo de Irigoyen – Juan M. Garro el 2 de julio de ese mismo año.
A su vez, el PAN proclamó la fórmula Luis Sáenz Peña - José Evaristo Uriburu pensada para un gobierno de transición. Vale señalar que Sáenz Peña era cercano a Mitre, mientras que Uriburu lo era a Roca.
Finalmente, a mediados de 1892 se celebran las elecciones presidenciales, en medio de un fraude descomunal:
| Partido                      | Candidato            | Resultado |
| ---------------------------- | -------------------- | --------- |
| Partido Autonomista Nacional | Luis Sáenz Peña      | 95,02 %   |
| Unión Cívica Radical         | Bernardo de Irigoyen | 2,26 %    |
| Unión Cívica Nacional        | Bartolomé Mitre      | 2,26 %    |

Tras este escandaloso fraude, la UCR toma la decisión de organizar un nuevo levantamiento armado. Alem comenzará a hacer hincapié en la intransigencia radical hasta constituirla en un principio de su acción política.
Una vez liberados los líderes radicales, y ante la evidencia de que el gobierno nacional volvería a impedir por todos los medios su acceso al poder mediante elecciones, la Unión Cívica Radical comenzó a reorganizarse y a preparar un nuevo levantamiento armado.
Alem se caracterizaría entonces por elevar la idea de intransigencia radical hasta constituirla en un principio de su acción política. Es en este momento donde comienzan a surgir las primeras diferencias con su sobrino y discípulo, Hipólito Yrigoyen, quien se muestra más pragmático.
Hacia 1893 el gobierno entra en crisis y Sáenz Peña se ve obligado a encabezar cierta apertura política. Desmantela las milicias provinciales que respondían a caudillos-terratenientes provinciales y convoca a Aristóbulo del Valle al gobierno, quien acepta.
También se le ofrecen ministerios a Alem y a Yrigoyen, quienes lo rechazan enfáticamente.
En realidad, todo formaba parte de una estrategia radical.

## Revolución Radical de 1893

### Primer levantamiento

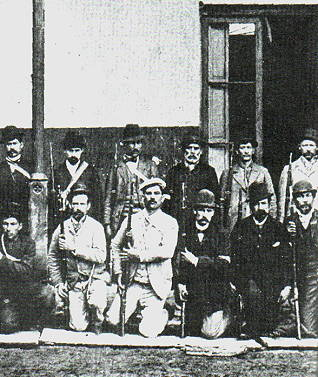
Ejército Revolucionario Radical

Hipólito Yrigoyen y Aristóbulo del Valle comienzan a organizar la revolución a espaldas de Alem, ya que a diferencia de este, ellos creían que la forma de democratizar el sistema no era derrocar al gobierno (como se había intentado en 1890) sino mediante insurrecciones provinciales, que llevaran a la intervención de las provincias y la realización de elecciones libres. De esta forma se preservaba la legalidad constitucional.
En la provincia de Buenos Aires, la revolución es encabezada por Hipólito Yrigoyen. Esta fue la mejor organizada, ya que se inició el 30 de julio simultáneamente en 82 ciudades y llegó a contar con 8000 hombres bien armados, bajo el mando de Marcelo T. de Alvear primero, y de Martín Yrigoyen después. El cuartel general estaba instalado en Temperley y el 8 de agosto tomaron la ciudad de La Plata y proclamaron a Juan Carlos Belgrano como gobernador.
En San Luis con Teófilo Saá y en Santa Fe con Mariano Candioti, los radicales toman el control de esas provincias sin mucha dificultad. Cuando el triunfo parecía estar a la vuelta de la esquina, una serie de errores y discrepancias internas llevan al fracaso del levantamiento.
En primer lugar, Aristóbulo del Valle, quien ocupaba un cargo clave en el gobierno y conspiraba desde adentro, se negó a dar un golpe de Estado y deponer a Saénz Peña, postura que era sostenida por Alem y por la mayoría de los dirigentes radicales, ya que como se dijo antes, él junto a Yrigoyen no estaban de acuerdo en ese método.
En su lugar, Del Valle presentó un proyecto de ley por el cual intervenía las principales provincias y garantizaba elecciones libres. El Senado aprobó las intervenciones, pero la cámara de Diputados la rechazó.
El segundo error fue cuando las tropas que respondían a Yrigoyen liberaron a Carlos Pellegrini, que había sido apresado por los revolucionarios. Una vez liberado, Pellegrini se dirigió a la capital desde donde reorganizó las fuerzas del oficialismo.
Finalmente, el tercer error garrafal fue cuando Aristóbulo del Valle decide abandonar la Casa Rosada y se dirige a Temperley para estar presente en el momento de la entrega de las armas. Su ausencia es aprovechada por Roca y Pellegrini para aprobar los proyectos de intervención federal que él mismo había redactado, pero utilizándolos para intervenir las provincias que ahora estaban en manos de los revolucionarios.
Tras esto, la única alternativa que le quedaba al radicalismo era que Aristóbulo del Valle diera un golpe de Estado, desconociera la ley del Congreso y marchara a Buenos Aires con el ejército radical. Alem se lo pidió encarecidamente pero él se negó, priorizando sus principios legalistas y renunció al gobierno ese mismo día. Fue remplazado por el roquista Manuel Quintana.
Frente a esto, el 25 de agosto el Comité Provincia de la Unión Cívica Radical, liderado por Yrigoyen, decidió entregar las armas.

### Segundo levantamiento
Sin embargo, el 14 de agosto, dos días después de la renuncia de Aristóbulo del Valle, en provincia de Corrientes una revolución radical derrocó al gobernador, y si bien fue inmediatamente intervenida, el gobierno revolucionario resistió.
Este hecho hizo que Alem considerase que, lejos de haber sido derrotada, la revolución estaba todavía latente y solo faltaba una chispa que la reactivase. Por lo que decidió iniciarla él, encabezando la toma de la ciudad de Rosario.
Pero Hipólito Yrigoyen consideró que el levantamiento de su tío era meramente emocional, y negó el apoyo del radicalismo de la provincia de Buenos Aires. Esto fue considerado una traición por el resto del partido.
En rigor, la insurrección encabezada por Alem estaba deficientemente organizada y carecía de plan, pero contó con una importante adhesión popular en todo el país.
El comandante radical Bello sublevó sus tropas en Tucumán y el 7 de septiembre impuso un gobierno revolucionario al mando del Eugenio Méndez.
Mariano Candioti, con un ejército compuesto por civiles y militares, volvió a sublevarse en la Santa Fe el 24 de septiembre. Ese mismo día Alem llegó a Rosario escondido en un buque de carga. La población lo recibió como un héroe y fue proclamado presidente de la Nación en una gran asamblea popular.
De esta forma, Alem era el presidente revolucionario de Santa Fe, Tucumán y Corrientes.
Inmediatamente se forma un gran ejército popular formado por 6000 hombres, aunque escaso de armas. En el puerto de Rosario, el buque ARA Los Andes, al mando del teniente de fragata Gerardo Valotta, se plegó a la revolución. Lo mismo hizo la torpedera Murature en el Tigre, que fue destruida por las tropas leales al gobierno.
El 25 de septiembre, cae el gobierno revolucionario de Tucumán luego de que fuese derrotado por un poderoso ejército al mando de Carlos Pellegrini. El 26 cae, luego de dos días de cruentas luchas, el gobierno revolucionario de la ciudad de Santa Fe, que prácticamente controlaba toda la provincia.
Una vez vencida la revolución en todo el país, Roca se pone al mando de las tropas oficiales que se concentran sobre la ciudad de Rosario para acabar con Alem. El buque Los Andes intercepta la escuadrilla oficial ubicada en el río Paraná, hundiendo el acorazado Independencia y la cañonera Espora.
La situación de Alem se volvió desesperante, ya que estaba rodeado y Roca amenazaba con bombardear la ciudad si los revolucionarios no se rendían. Haciendo honor a su intransigencia, inicialmente decide resistir a toda costa, pero las mujeres y las comisiones de vecinos le piden que salve a la ciudad, tras lo cual decide no combatir y permitir que las tropas del gobierno recuperen Rosario.
El 1 de octubre es capturado y encerrado con cientos de revolucionarios. Antes de entregar la ciudad les dijo a los revolucionarios:

Acá nadie se ha rendido, ni nada se ha perdido: cada uno a su casa, guardando bien las armas

Permanecerá preso seis meses.

## Últimos años
Luego del fallido intento revolucionario, la Unión Cívica Radical se divide entre los rojos, que apoyaban la conducción de Alem, y los líricos que apoyaban la interpretación de Yrigoyen respecto de la toma del poder.
Con el primer grupo se fue Bernardo de Irigoyen, Juan M. Garro, Francisco Barroetaveña, Leopoldo Melo, Adolfo Saldías, entre otros. Con el segundo grupo el dirigente más destacado es el joven Marcelo T. de Alvear.
Sin embargo, las diferencias internas luego de este hecho no dejarían de acrecentarse, lo cual amargó bastante a Alem. Durante el levantamiento, tuvo una fuerte discusión con su sobrino cuando este se negó a derrocar a Sáenz Peña:

Yrigoyen: no estamos en Venezuela, donde los golpes de estado los dan sus ministros.
Alem, exasperado, se levanta del asiento y se dirige hacia su sobrino
Alem: ¡Canalla!

Si bien el afecto mutuo será más fuerte que estas diferencias, la relación entre ambos nunca volverá a ser la misma.
El radicalismo se presenta para las elecciones legislativas de 1894 donde, pese al fraude, logra acceder a algunas bancas. Alem resulta elegido diputado nacional para el periodo 1895-1898.
Sin embargo esto no revierte el estancamiento en el que estaba cayendo el partido. En enero de 1895 el presidente Luis Sáenz Peña renuncia, y asume el vicepresidente José Evaristo de Uriburu, el PAN parece volver a estabilizarse. Aristóbulo del Valle muere de un derrame cerebral al año siguiente, lo cual repercute fuerte en Alem.

## Suicidio y legado
En la fría y lluviosa mañana del 1 de julio de 1896 se reunió en su casa con amigos a los que había convocado de carácter urgente para hablar de temas políticos. En un momento dado interrumpió el diálogo para ingresar a buscar algo a su dormitorio, para salir al poco rato vestido con su sombrero y su tradicional poncho de vicuña en el cuello.
Prometió volver en pocos minutos, y se subió a su carruaje rumbo hacia el club El Progreso. Durante el trayecto, el defensor de los desposeídos, se disparó un tiro en la sien que el cochero confundió con la detonación de cohetes que se quemaban celebrando la fiesta de San Juan y San Pedro.
En su cuerpo se encontró una nota que decía “Perdónenme el mal rato, pero he querido que mi cadáver caiga en manos amigas y no en manos extrañas, en la calle o en cualquiera otra parte”
Por otra parte, en su dormitorio se encontró un sobre bajo el rótulo "Para publicar". El texto hallado en su interior dice:

He terminado mi carrera, he concluido mi misión. Para vivir estéril, inútil y deprimido, es preferible morir. ¡Sí, que se rompa, pero que no se doble!

He luchado de una manera indecible en los últimos tiempos; pero mis fuerzas, tal vez gastadas ya, han sido incapaces para detener la montaña... ¡y la montaña me aplastó!

He dado todo lo que podía dar; todo lo que humanamente se puede exigir de un hombre, y al fin mis fuerzas se han agotado... y para vivir estéril, inútil y deprimido, es preferible morir. Entrego decorosa y dignamente todo lo que me queda: mi última sangre, el resto de mi vida. Los sentimientos que me han impulsado, las ideas que han alumbrado mi alma, los móviles, las causas y los propósitos de mi acción y de mi lucha en general, en mi vida, son, creo, perfectamente conocidos. Si me engaño a este respecto, será una desgracia que yo ya no podré ni sentir ni remediar...

Ahí están mi labor y mi acción desde largos años, desde muy joven, desde muy niño, luchando siempre de abajo. No es el orgullo el que me dicta estas palabras, ni es debilidad en estos momentos lo que me hace tomar esta resolución. Es un convencimiento profundo que se ha apoderado de mi alma en el sentido que lo enuncio en los primeros párrafos, después de haberlo pensado, meditado y reflexionado en un solemne recogimiento.

Entrego, pues, mi labor y mi memoria al juicio del pueblo, por cuya noble causa he luchado constantemente.

En estos momentos el partido popular se prepara para entrar nuevamente en acción en bien de la patria. Esta es mi idea, éste es mi sentimiento, ésta es mi convicción arraigada, sin ofender a nadie. Yo mismo he dado el primer impulso, y, sin embargo, no puedo continuar. Mis dolencias son gravísimas, necesariamente mortales. ¡Adelante los que quedan! ¡Ah, cuánto bien ha podido hacer este partido, si no hubiesen promediado ciertas causas y ciertos factores!

¡No importa! Todavía puede hacer mucho. Pertenece principalmente a las nuevas generaciones. Ellas le dieron origen y ellas sabrán consumar la obra: ¡deben consumarla!
 Testamento político de Leandro Alem.